# Cigonya negra

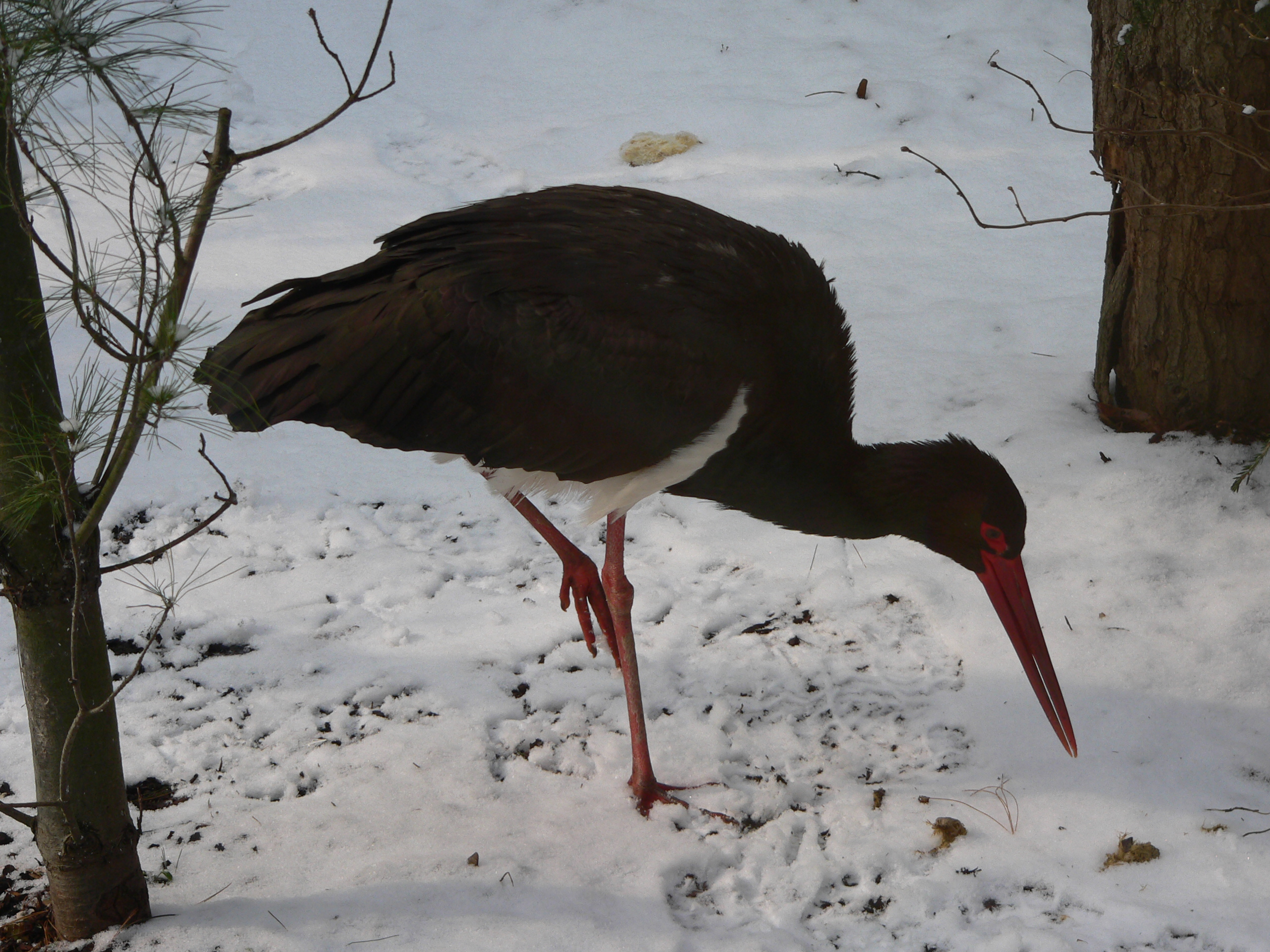
Cigonya negra fotografiada al zoològic de Colònia (Alemanya)

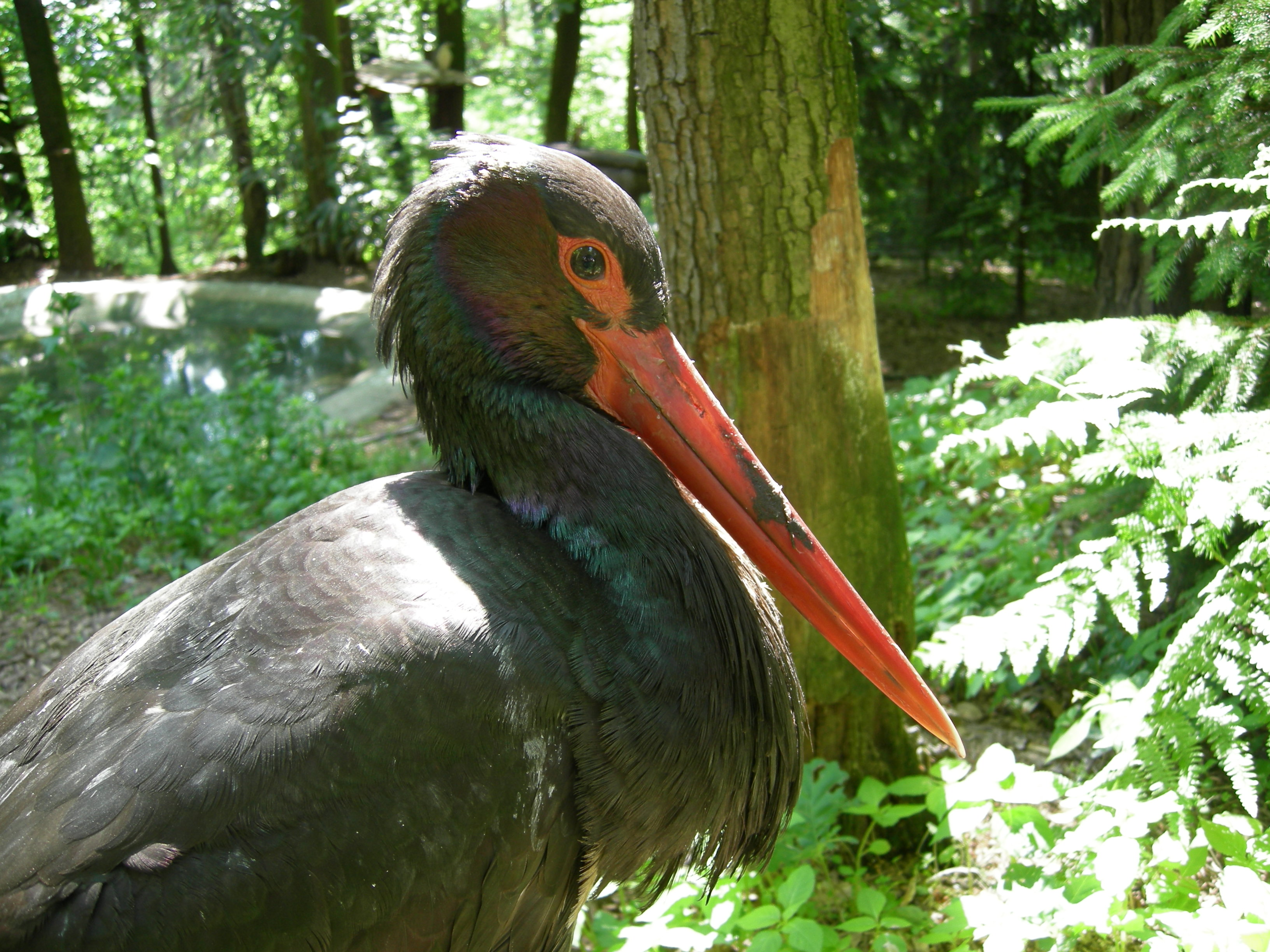
Cigonya negra fotografiada al zoològic de Ljubljana (Eslovènia)

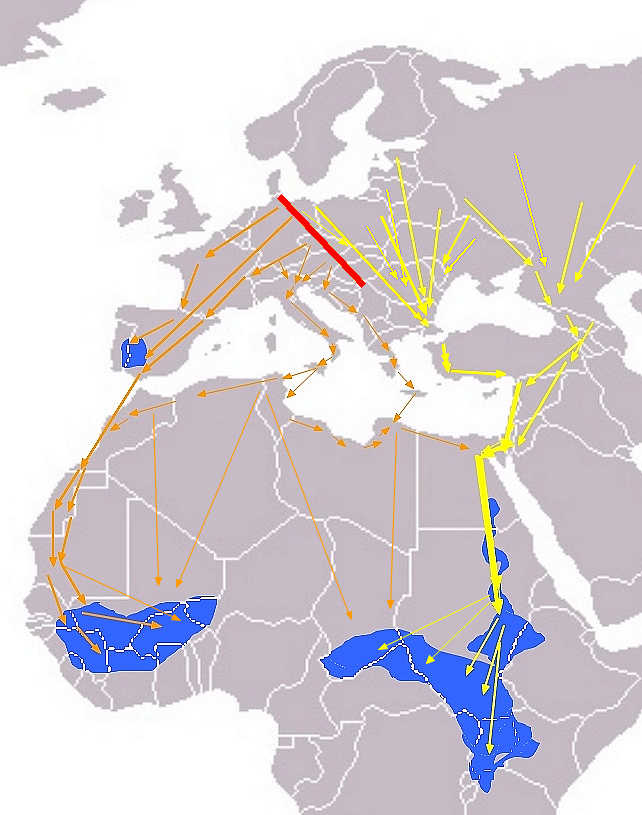
Rutes migratòries de la cigonya negra: lloc de partença de les dues rutes (línia vermella), ruta occidental (fletxes taronges), ruta oriental (fletxes grogues)

La cigonya negra (Ciconia nigra) és una espècie d'ocell de l'ordre dels ciconiformes i quelcom més petita que la cigonya blanca. És una au migratòria àmpliament distribuïda per Euràsia i l'Àfrica tropical.

## Morfologia

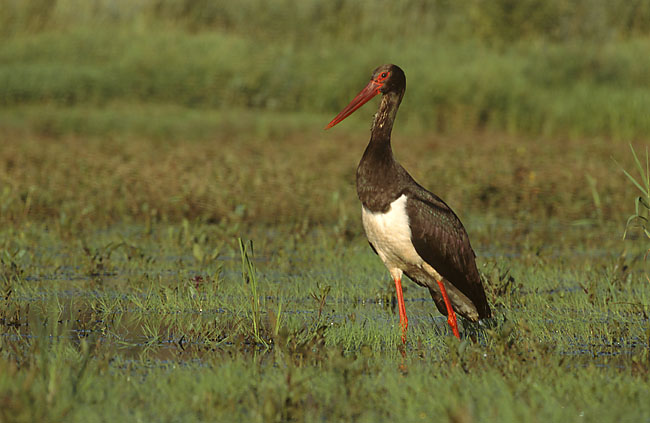
Cigonya negra

Es considera el tàxon més primitiu del gènere Ciconia (del Hoyo et al. 1992). Una mica menor que la familiar cigonya blanca, té una mida de 90 a 100 cm, i una envergadura que sobrepassa els 160 cm. El pes aproximat n'és de 3 kg. L'adult presenta un plomatge negre per la seva part dorsal: coll, cua, pit i dors, amb irisacions metàl·liques verdes i morades, molt patent al cap, al coll, dors i cobertores alars. Les parts inferiors tenen plomes blanques: zona axil·lar, zona ventral, cuixes i infracobertores cabals, que són extraordinàriament llargues.
En els adults, la carúncula (l'«anell» al voltant de l'ull), bec i potes, absents de plomes, presenten un color vermell intens que produeix un marcat contrast amb el color blanc i negre del plomatge. L'iris n'és marró.
No hi ha dimorfisme acusat entre mascle i femella. El mascle presenta una grandària una mica major, i l'estructura del bec en alguns exemplars pot arribar a ser molt palesa, amb un bec més robust i una mica corb respecte a la femella.

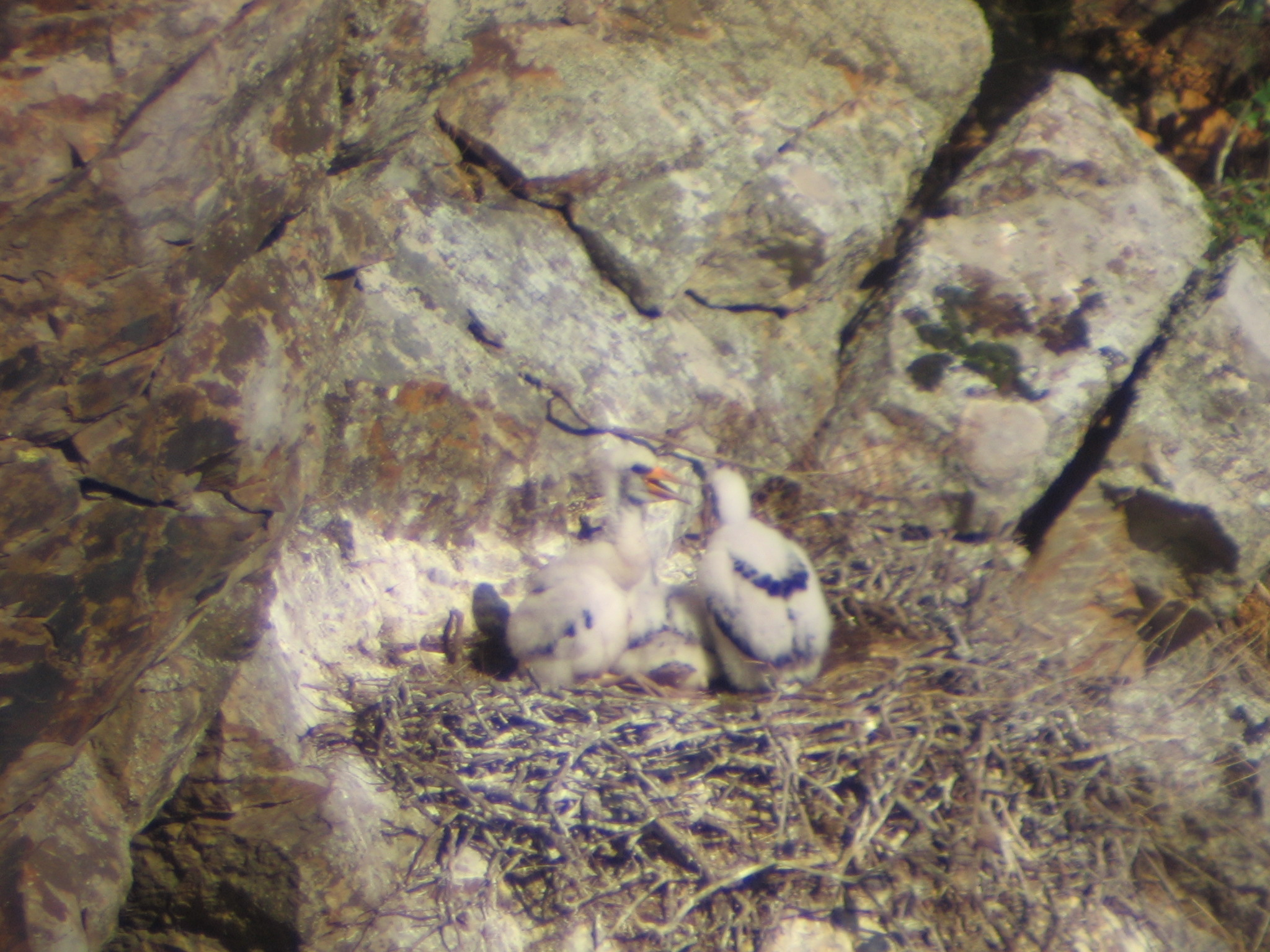
Tres pollets en un niu del Parc Nacional de Monfragüe

Els joves quan abandonen el niu es diferencien dels adults perquè la carúncula, potes i bec no tenen color vermell, i el plomatge dorsal, el del cap i el coll no és negre. El color de la carúncula és marró o marró grisenc, el del bec i potes varia entre un blanc grisenc a verd oliva o groguenc. Les plomes del cap, coll i pit són de color marró castany, amb les puntes blanques, cosa que li confereix un aspecte clapejat. La resta del plomatge del dors és també de tons marrons foscos, cosa que fa que al camp els joves tinguin dorsalment un aspecte marró xocolata.
- Ateny 96 cm de llargada i 1,8 m d'envergadura alar.
- Pesa 3 kg.
- Té el plomatge de color negre, llevat de l'abdomen, que és blanc.
- Bec i potes d'un vermell més pujat que els de la cigonya blanca.
- No presenta dimorfisme sexual.

## Reproducció
Nia als arbres i boscos despoblats. Ocupa nius d'anys anteriors o tots dos sexes construeixen un niu voluminós amb branques i folrat de molsa, herbes verdes i gramínies, sempre a prop de l'aigua. La posta, d'abril a juny, consta de 3-5 ous blancs i ambdós progenitors els coven per espai de 38-42 dies. Els pollets són alimentats pels seus pares i són capaços de volar al cap de 65-70 dies.

## Alimentació
Menja principalment peixos, granotes, colobres, rates d'aigua, insectes (escarabats, hemípters i libèl·lules) i matèria vegetal.

## Hàbitat
Viu a les rouredes i als boscos de pins i alzines sureres o, al contrari, també en zones desboscades. En tots dos casos és fonamental que hi hagi aigua abundant (rius, embassaments, bassals, etc.).

## Distribució geogràfica
Viu a Europa, Extrem Orient i Extremadura. Les poblacions europees hivernen a l'Àfrica tropical, tot i que les poblacions ibèriques són sedentàries. Els exemplars de l'Extrem Orient hivernen al sud de la Xina.
La cigonya negra és una au migradora, que hiverna a l'Àfrica tropical i l'Índia. Aprofita els corrents d'aire calent per guanyar alçada planejant i estalviar energia en vols de llarga distància. Com que no hi ha corrents tèrmics sobre el mar, les cigonyes negres, juntament amb altres espècies d'aus planadores (principalment rapinyaires) es concentren els punts més propers al continent africà per creuar el Mediterrani per l'estret de Gibraltar o el Bòsfor. Poden volar entre 100 i 250 km diaris.
Migren al sud entre mitjans d'agost i finals de setembre i tornen a Europa a mitjan març. Al voltant del 10% de les cigonyes de les poblacions occidentals travessen Sicília-cap Bon-Tunísia. La ruta més comuna travessa l'estret de Gibraltar. Moltes aus envolten el Sàhara al llarg de la costa atlàntica. La major part passa l'hivern en aiguamolls de Nigèria i Mali. Les poblacions orientals prenen la ruta del Bòsfor-Sinaí-Nil. Els individus que passen l'estiu a Sibèria migren al nord i nord-est de l'Índia.

## Rutes migratòries de les cigonyes negres europees
En té dues: 
-Ruta occidental: la major part de les poblacions occidentals d'aquest ocell tria la ruta per damunt Gibraltar, però n'hi ha un 10% que prefereixen travessar la Mediterrània volant per damunt de Sicília i Tunísia. Després travessen el Sàhara tot directament pel centre o ressegueixen la costa atlàntica. Descansen a les zones humides de Nigèria i Mali.
-Ruta oriental: les poblacions orientals segueixen el trajecte Bòsfor-península del Sinaí-Nil.

## Costums
És més rara, més feréstega i més solitària que la cigonya blanca i, malgrat que es pot veure de pas als Països Catalans —àdhuc en àrees muntanyenques—, defuig la companyia humana. En les seues migracions és capaç de volar entre 100-250 km diaris, i n'hi ha exemplars que arriben als 500 km. Emigren de mitjan agost-final de setembre i retornen cap a la meitat de març.

## Conservació
A Europa el nombre de cigonyes negres és escàs: a Dinamarca pràcticament ha desaparegut i a Alemanya només en queden 50 parelles. La població de l'Europa oriental consta, si fa no fa, de 500 parelles.

## La cigonya negra a la península Ibèrica
A la península Ibèrica la seva presència no és abundant, i un dels seus hàbitats preferits és el nord d'Extremadura. En concret és molt albirada al parc natural de la serra de Malcata, a la confluència fronterera de la serra que li dona nom i la comarca de serra de Gata. Altres punts importants de nidificació es troben a Castella i Lleó, concretament al Parc Natural d'Arribes del Duero, a les províncies de Salamanca i Zamora, i a la comarca de Sayago.
A l'època de migració marxen al sud; entre finals d'agost i mitjans de setembre, se la pot veure ocasionalment al Paratge Natural de la Desembocadura del Guadalhorce, a la província de Màlaga.